# Lejkóweczka postrzępiona

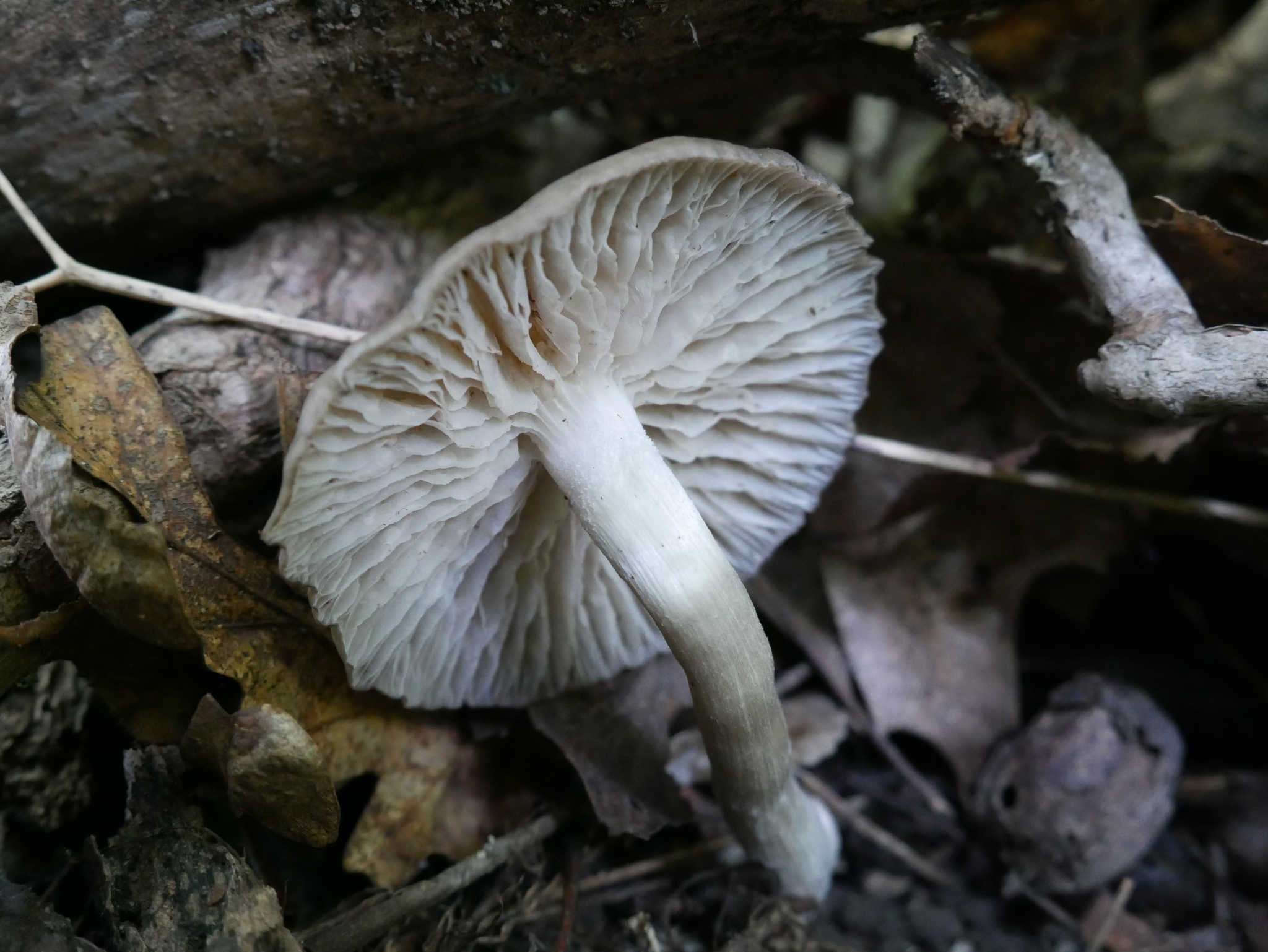

Lejkóweczka postrzępiona (Clitocybula lacerata (Scop.) Métrod) – gatunek grzybów z rzędu pieczarkowców (Agaricales).

## Systematyka i nazewnictwo
Pozycja w klasyfikacji według Index Fungorum: Clitocybe, Incertae sedis, Agaricales, Agaricomycetidae, Agaricomycetes, Agaricomycotina, Basidiomycota, Fungi.
Po raz pierwszy takson ten opisał w 1772 r. Joannes Antonius Scopoli nadając mu nazwę Agaricus laceratus. Obecną, uznaną przez Index Fungorum nazwę, nadał mu Georges Métrod w 1952 r.
Ma 8 synonimów. Niektóre z nich:
- Baeospora lacerata (Scop.) Zerova 1979
- Collybia lacerata Gillet 1876
- Fayodia lacerata (Scop.) Singer 1944
- Hydropus laceratus (Scop.) Kühner 1980[2].

Polską nazwę zaproponował Władysław Wojewoda w 2003 r.

## Morfologia
Kapelusz
Średnica 1,5–4 cm, początkowo szeroko wypukły, później płaski, w końcu płytko pogłębiony. Powierzchnia z przylegającymi, promieniście ułożonymi włókienkami, w stanie świeżym tłusta, jasnoszara, z szarobrązowym środkiem.
Blaszki
Zbiegające na trzon, rzadkie, z międzyblaszkami, woskowate, kruche, białe. Charakterystyczną cechą jest występowanie poprzecznych anastomoz.
Trzon
Wysokość 3–4 cm, grubość 2–5 mm, cylindryczny lub nieco rozszerzony na wierzchołku, pusty wewnątrz. Powierzchnia bardzo drobno owłosiona lub niemal naga, biaława do jasnoszarej.
Miąższ
Cienki, białawy do szarawego, nie zmienia się podczas krojenia. Zapach i smak piżmowy i nieprzyjemny.
Cechy mikroskopowe
Podstawki 4-sterygmatowe. Pleurocystyd i cheilocystyd brak. Zarodniki 6–9,5 × 3,5–5 µm, elipsoidalne, gładkie, szkliste w KOH, słabo amyloidalne. Strzępki w skórce o szerokości 2,5–5 µm, gładkie, szkliste w KOH, ze sprzążkami.
Gatunki podobne
Lejkóweczka postrzępiona bywa mylona z pieniążnicą szerokoblaszkową (Megacollybia platyphylla), Megacollybia rodmanii i niektórymi lejkówkami. Odróżnia się od nich poprzecznymi anastomozami w blaszkach i mikroskopowo, zwłaszcza amyloidalnymi zarodnikami. Od lejkówek lejkóweczka postrzępiona odróżnia się stosunkowo dużymi rozmiarami, tendencją do wzrostu gromadnego lub w luźnych skupiskach oraz mikroskopijnymi szczegółami budowy.

## Występowanie i siedlisko
Znane jest występowanie lejkówki rowkowanej w Ameryce Północnej, Środkowej, Europie, Afryce i Azji. Najwięcej stanowisk podano w Europie. W Polsce W. Wojewoda w 2003 r. przytoczył tylko 4 stanowiska tego gatunku. Bardziej aktualne stanowiska podaje internetowy atlas grzybów. Znajduje się na Czerwonej liście roślin i grzybów Polski. Ma status V– gatunek narażony na wymarcie, który w najbliższej przyszłości zapewne przesunie się do kategorii wymierających, jeśli nadal będą działać czynniki zagrożenia.
Grzyb saprotroficzny nadrzewny występujący w lasach na martwym drewnie leżącym na ziemi, zwłaszcza jodły i świerka, ale także na drewnie drzew liściastych. Często wyrasta na zagrzebanych w ziemi kawałkach drzewa, wskutek czego wydaje się, że rośnie na ziemi. Owocniki tworzą się pojedynczo, w rozproszeniu, w kępkach lub w luźnych skupiskach latem i jesienią.